# Виллар-Фоккьярдо
Виллар-Фоккьярдо (итал. Villar Focchiardo) — коммуна в Италии, располагается в регионе Пьемонт, в провинции Турин.
Население составляет 2037 человек (2008 г.), плотность населения составляет 81 чел./км². Занимает площадь 25 км². Почтовый индекс — 10050. Телефонный код — 011.
Покровителем коммуны почитаются святые Косма и Дамиан, целители безмездные, празднование 26 сентября.

## Демография
Динамика населения:

## Администрация коммуны
- Официальный сайт: http://www.comune.villarfocchiardo.to.it/